# Firmin Lambot
Firmin Lambot (Florennes, 14 de març de 1886 - Anvers, 19 de gener de 1964) va ser un ciclista professional belga actiu a començaments del segle xx, que va aconseguir guanyar el Tour de França de 1919 i 1922.
La seva carrera professional va començar el 1908, any en què va guanyar els campionats de Flandes i Bèlgica. Va córrer el Tour de França entre 1911 i 1914, però la Primera Guerra Mundial va impedir-ne la celebració fins al 1919. Aquell any, en unes condicions lamentables (carreteres destrossades, pèssima organització i corredors en mal estat físic a conseqüència de la guerra) va tornar-se a disputar. Tan sols onze ciclistes van poder acabar la cursa. Lambot va ser segon durant gran part de la cursa, però va accedir a la primera posició quan el líder Eugène Christophe va haver de retirar-se a causa d'una avaria a la seva bicicleta.
El de 1919 va ser també el Tour que Henri Desgrange va crear l'ara famós mallot groc que identifica el líder de la carrera. Eugène Christophe va ser el primer que se'l va enfundar, encara que va ser Lambot el primer a pujar al pòdium final vestit amb ell.
Després de participar en els Tours de 1920 i 1921, el 1922 va tornar a guanyar la carrera, una altra vegada gràcies a una avaria a la bicicleta d'un rival. Lambot tenia 36 anys quan va guanyar el Tour de 1922, cosa que el va convertir en el vencedor de més edat d'una gran volta en aquell moment. Va mantenir el rècord durant més de 90 anys, fins que fou batut per Chris Horner, que tenia 41 anys quan va guanyar la Volta a Espanya del 2013. Encara continua sent el guanyador del Tour de més edat.

## Palmarès
- 1908
  - 1r a Andenne
  - 1r a Fosses-la-Ville
  - 1r a Genappe
  - 1r a Mazy (2)
  - 1r a Velaine-sur-Sambre
- 1913
  - Vencedor d'una etapa al Tour de França
- 1914
  - Vencedor d'una etapa al Tour de França
- 1919
  -  1r al Tour de França i guanayador d'una etapa
- 1920
  - Vencedor de 2 etapes al Tour de França
- 1921
  - Vencedor d'una etapa al Tour de França
- 1922
  -  1r al Tour de França

### Resultats al Tour de França
- 1911. 11è a la classificació general
- 1912. 18è a la classificació general
- 1913. 4t a la classificació general i guanyador d'una etapa
- 1914. 8è a la classificació general i guanyador d'una etapa
- 1919.  1r de la classificació general i guanyador d'una etapa
- 1920. 3r a la classificació general i guanyador de dues etapes
- 1921. 9è a la classificació general i guanyador d'una etapa
- 1922.  1r de la classificació general
- 1923. Abandona (7a etapa)
- 1924. Abandona (8a etapa)